# Ante Dražančić
Ante Dražančić (ur. 29 listopada 1928 w Szybeniku, zm. 1 stycznia 2013)  − chorwacki ginekolog i położnik. Długoletni pracownik Katedry Ginekologii i Położnictwa Szpitala Uniwersyteckiego w Zagrzebiu.
W 1953 ukończył szkołę medyczną w Zagrzebiu i został zatrudniony na oddziale chirurgicznym szpitala w Varaždin. W latach 1958–1994 pracownik Departamentu Położnictwa i Ginekologii Szpitala Centrum w Zagrzebiu. W 1961 specjalizował się z zakresu ginekologii i położnictwa, w 1966 obronił doktorat, w 1970 został adiunktem, w 1976 otrzymał tytuł docenta, a od 1980 profesor na Wydziale Medycyny Uniwersytetu w Zagrzebiu. Od 1977 aż do przejścia na emeryturę szef Departamentu Kliniki Medycyny Perinatalnej, a w latach 1991-1994 dyrektor Katedry Ginekologii i Położnictwa. 
W latach 1993–1996 prezes Chorwackiego Stowarzyszenia Medycznego. Twórca i prezes Chorwackiego Stowarzyszenia Medycyny Perinatalnej. Stały członek Chorwackiej Akademii Medycznej. Wydał ponad 450 prac naukowych.